# Marthe Koala
Marthe Coala (Bobo-Dioulasso, Hauts-Bassins, Burkina Faso), 8 de març de 1994) és una atleta burkinesa.
Va representar el seu país als Jocs Olímpics de Londres 2012. Va competir en les carreres de 100 metres barres.
Va guanyar la medalla d'or al Campionat Africà d'Atletisme el 2014.